# Магді Алі
Алі Магді (араб. مهدي_علي, нар. 20 квітня 1965, Дубай) — еміратський футболіст, що грав на позиції півзахисника. По завершенні ігрової кар'єри — футбольний тренер. Тривалий час очолював тренерський штаб збірної ОАЕ.

## Клубна кар'єра
У дорослому футболі дебютував 1983 року виступами за команду «Аль-Аглі» (Дубай), кольори якої і захищав протягом усієї своєї кар'єри гравця, що тривала цілих шістнадцять років.

## Виступи за збірну
1985 року дебютував в офіційних матчах у складі національної збірної ОАЕ. Протягом кар'єри у національній команді, яка тривала 6 років, провів у формі головної команди країни лише 8 матчів.

## Кар'єра тренера
У 2003 році почав тренерську діяльність, увійшовши в тренерський штаб юнацької збірної ОАЕ. У 2008 році був головним тренером збірної ОАЕ до 19 років, з якою виграв Чемпіонат Азії 2008 року, а в 2009 році працював головним тренером збірної ОАЕ до 20 років.
У 2009—2010 роках очолював дубайське «Аль-Аглі». У 2010 році був призначений головним тренером в олімпійську збірну ОАЕ, з якої зміг вийти на футбольний турнір Літніх Олімпійських ігор 2012 в Лондоні, а в Азійських іграх 2010 року дійшов до фіналу футбольного турніру. Очолювану ним олімпійську збірну ОАЕ називали «золотим поколінням футболу ОАЕ», так як вона була дуже сильна і вигравала навіть у грандів Азії.
У серпні 2012 року за успіхи в олімпійській збірній Магді був призначений головним тренером національної збірної ОАЕ. Згодом майже всі гравці «золотого покоління» стали кістяком національної збірної. У кубку Азії 2015 року в Австралії збірна ОАЕ виграла бронзові медалі турніру, а в Кубку перської затоки стала чемпіоном у 2013 році та бронзовим призером у 2014 році. Пішов у відставку з посади у головній збірній країни після програшу 0:2 матчу відбору до чемпіонату світу 2018 проти збірної Австралії 28 березня 2017 року.

## Титули і досягнення

### Тренер
- Володар Кубка Президента ОАЕ (1):

«Шабаб Аль-Аглі»: 2020-21
- Володар Кубка Ліги ОАЕ (1):

«Шабаб Аль-Аглі»: 2020-21
- Володар Суперкубка ОАЕ (1):

«Шабаб Аль-Аглі»: 2020
Збірні
- Переможець Юнацького (U-19) кубка Азії: 2008
- Срібний призер Азійських ігор: 2010
- Переможець Кубка націй Перської затоки: 2013
- Бронзовий призер Кубка Азії: 2015